# Gramma loreto
Gramma loreto – gatunek ryby okoniokształtnej z rodziny Grammatidae. Bywa hodowana w akwariach morskich.

## Występowanie
Rafy koralowe wód tropikalnych Atlantyku: Bahamy, Wenezuela i Małe Antyle na głębokości od 1 do 60 m, bardzo często w jaskiniach.

## Opis
Samce osiągają długość około 8 cm. Od nasady ciała kolor purpurowo-niebieski, stopniowo przechodzący w pomarańczowo-żółty. Bardzo podobna do pseudochromis paccagnellae zwanej potocznie "fałszywą Grammą", która różni się od niej m.in. cienką białą linię oddzielającą dwa kolory ciała. Ryba terytorialna, jest agresywna w stosunku do przedstawicieli swojego gatunku. W akwarium żywiona głównie: solowcem i drobno posiekanym mięsem.